# Сан-Мигел (Азорские острова)

Физическая карта острова Сан-Мигел

Сан-Мигел (порт. São Miguel, sɐ̃u miˈɡɛɫ) — остров в составе архипелага Азорские острова в Атлантическом океане, принадлежащий Португалии. Остров входит в восточную группу архипелага и является самым большим в архипелаге по территории и населению.
Площадь острова — 746,82 км². Население — 137 856 человек (2011).

## География
Остров имеет протяжённую форму и тянется с запада на восток, имеет 64 км в длину и 8-14 км в ширину. Сан-Мигел называют также «зелёным островом» из-за живописных зелёных ландшафтов.
Остров вулканического происхождения. Самая высокая точка острова — гора Пику-да-Вара (1103 м). На острове в огромном вулканическом кратере расположено красивейшее озеро Лагоа-ду-Фогу или «Огненное озеро». В 5 км от него расположено другое озеро Лагоа-ду-Конгру. В западной части острова находится красивейшее двойное озеро Сети-Сидадиш, а на юго-востоке от него — озеро Сантьяго.
Гордость островитян — природный парк Терра-Ноштра с большим разнообразием деревьев и цветов, разместившийся на 12 гектарах земли. В долине Вале-даш-Фурнаш бьют горячие источники.

## История
Этот остров в архипелаге был открыт вторым. Его открыл Диогу Силвеш во время своего плавания к острову Мадейра в 1427 году.

## Населённые пункты
Административный центр, самый большой город и крупнейший порт острова — город Понта-Делгада, население которого составляет около 40 тыс. человек.

## Достопримечательности
- Музей Карлуша Мочаду
- Церковь Св. Себастьяна с сокровищницей
- Церковь Св. Петра (XVI—XVIII вв.)
- Дворцы (XVII—XIX вв.)
- Старинный дом Карлуша Бучиду

## Галерея

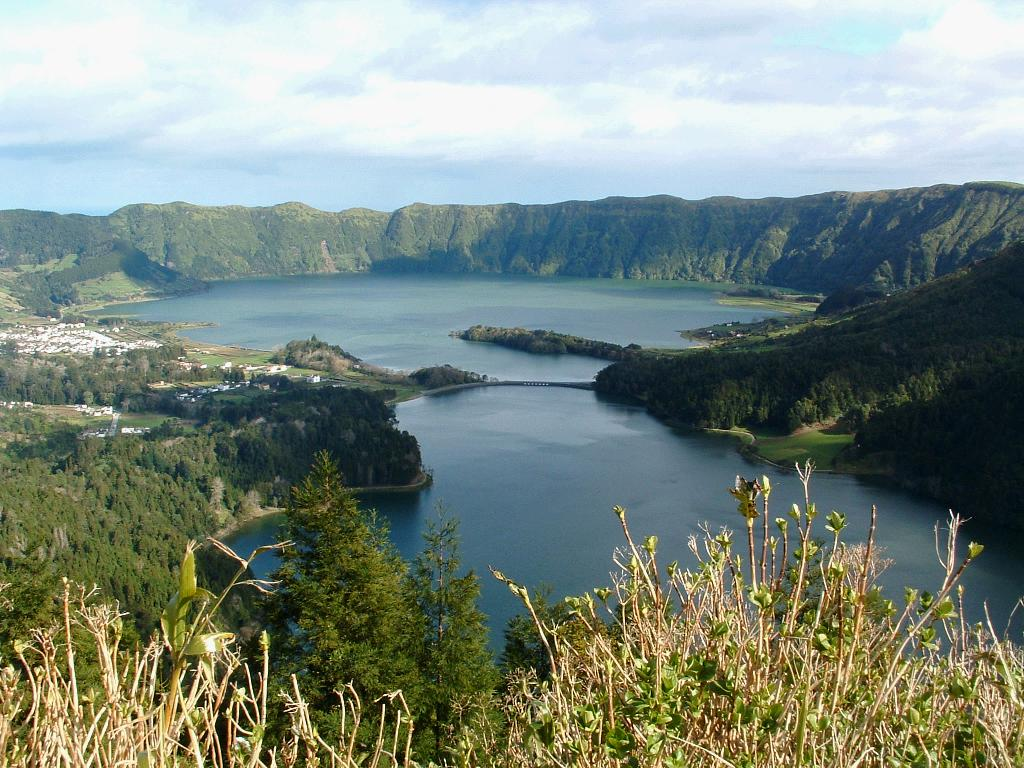
Двойное озеро
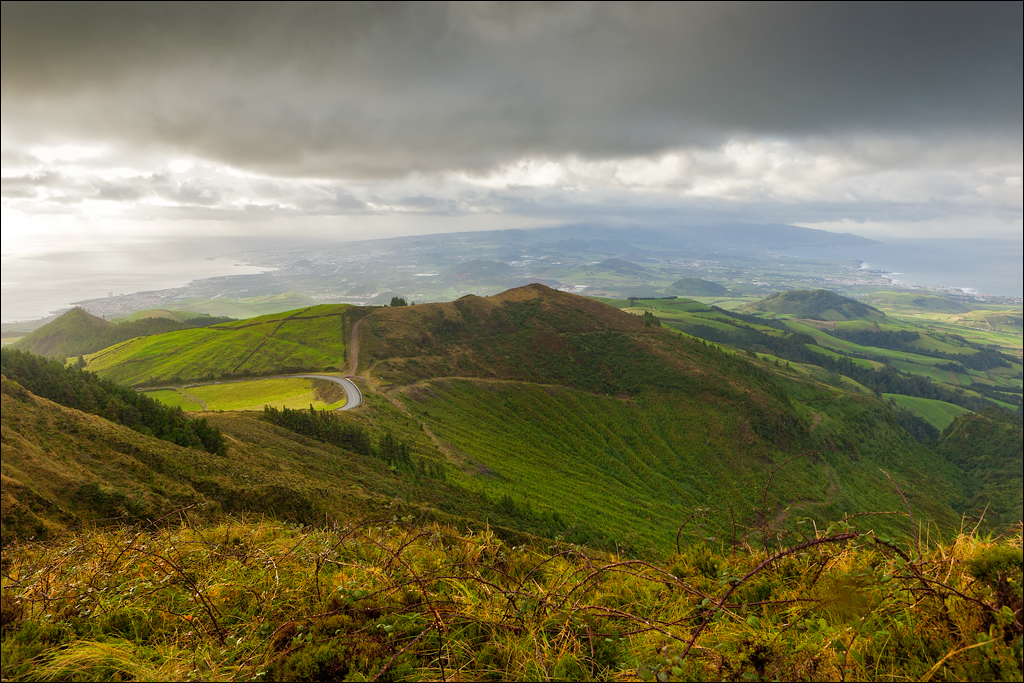
Вид на западную часть острова
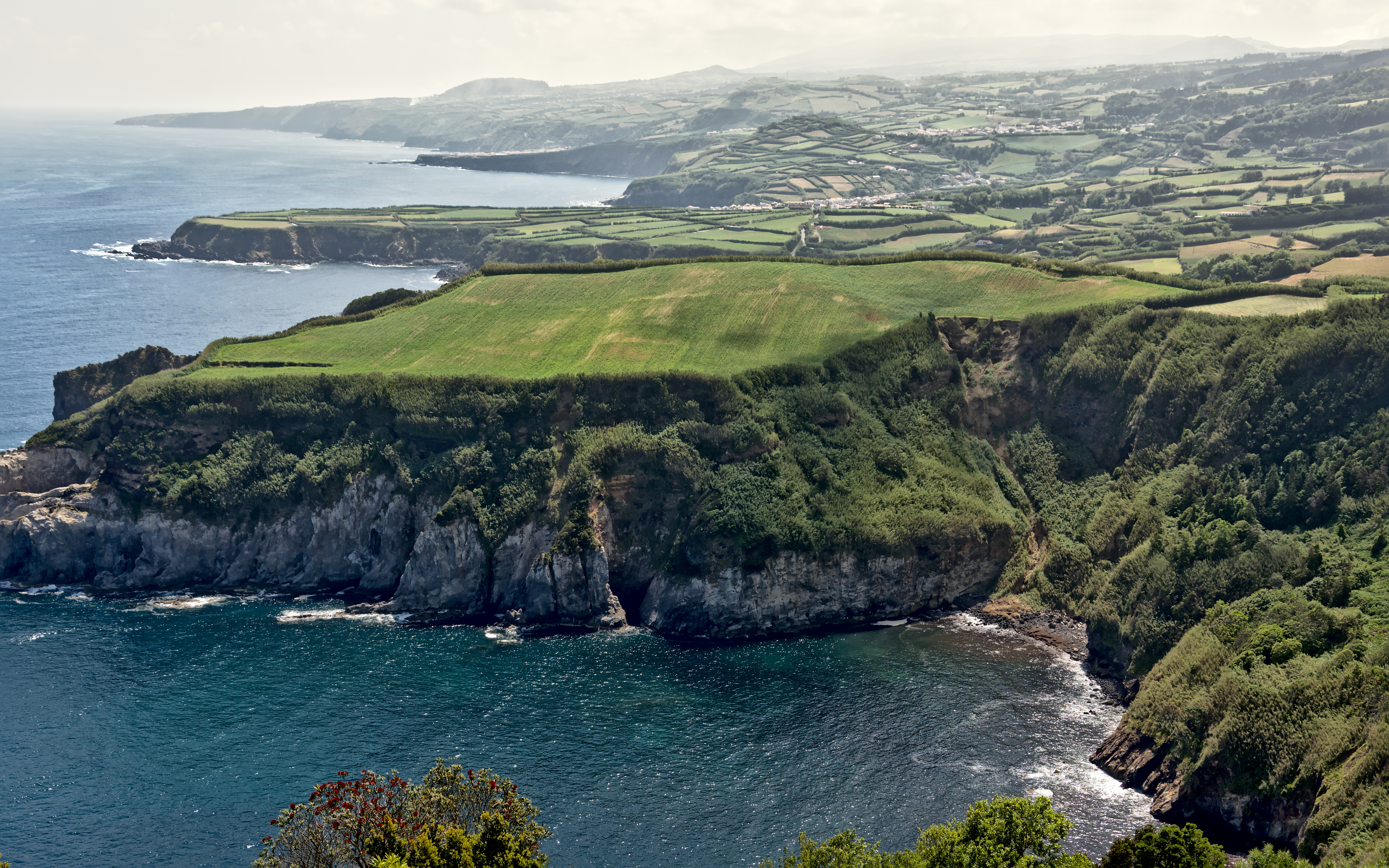
Точка обозрения Santa Iria на севере острова
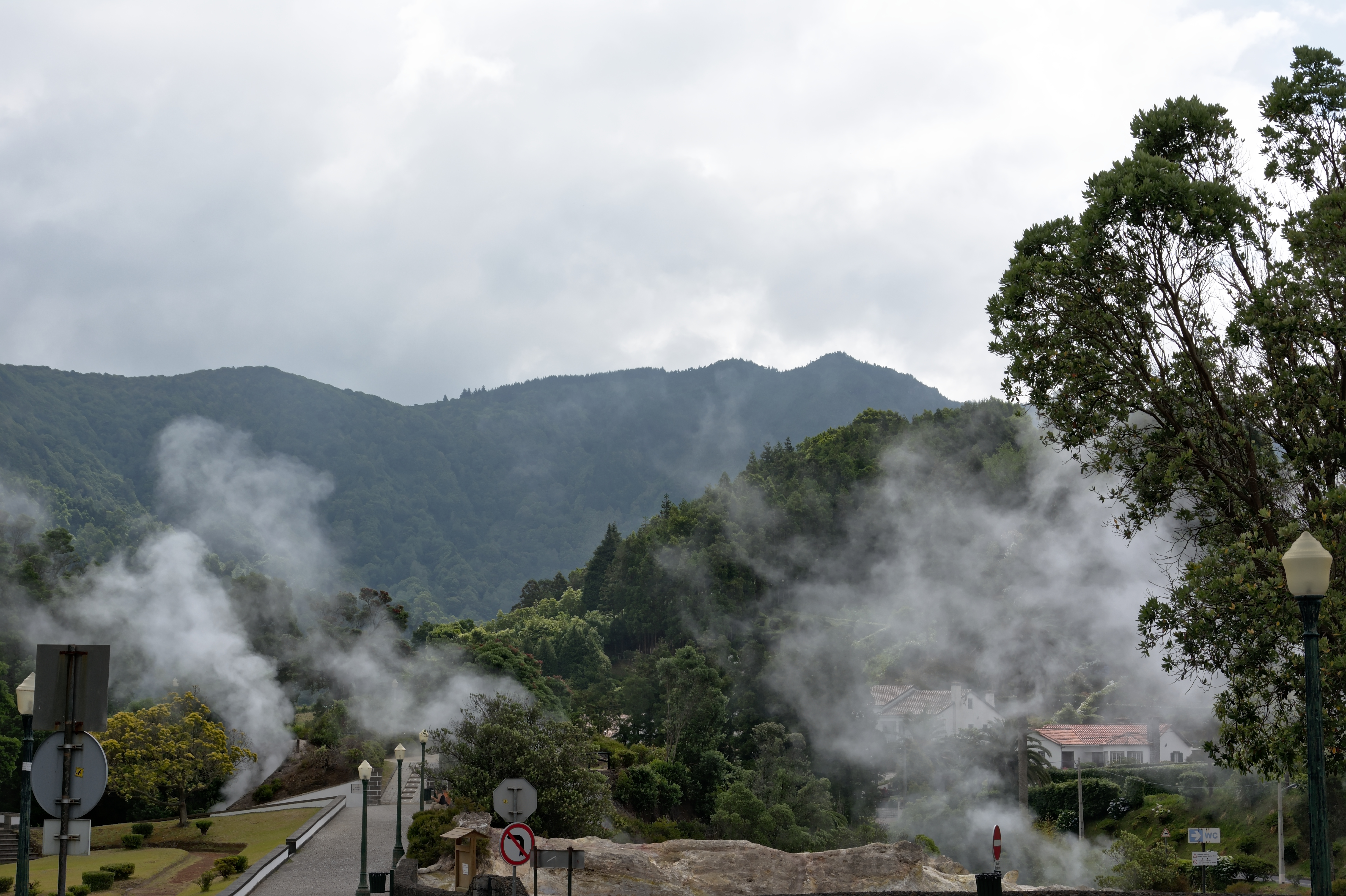
Пар от термальных источников в долине Фурнаш
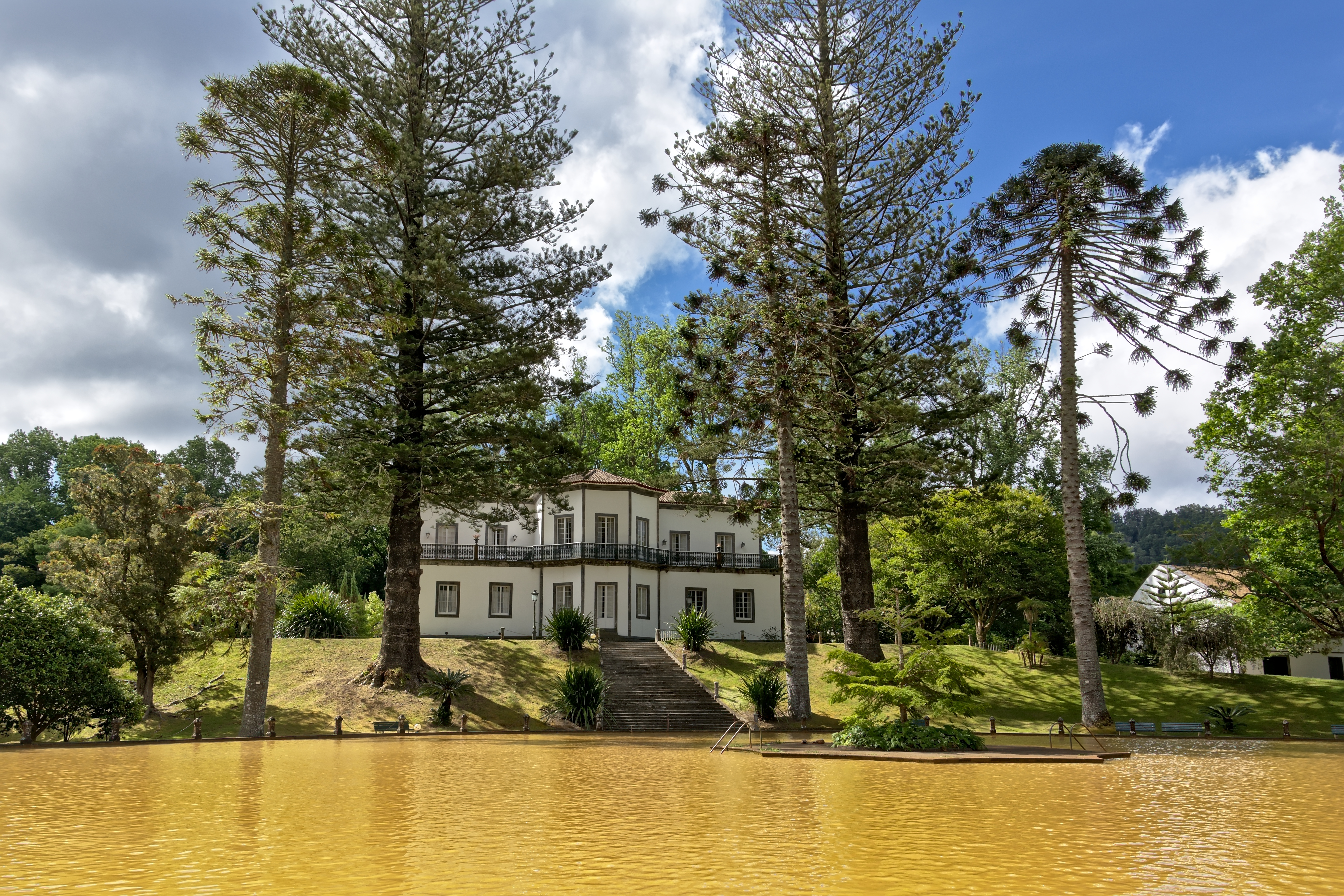
Термальное озеро на территории парка Терра Ноштра
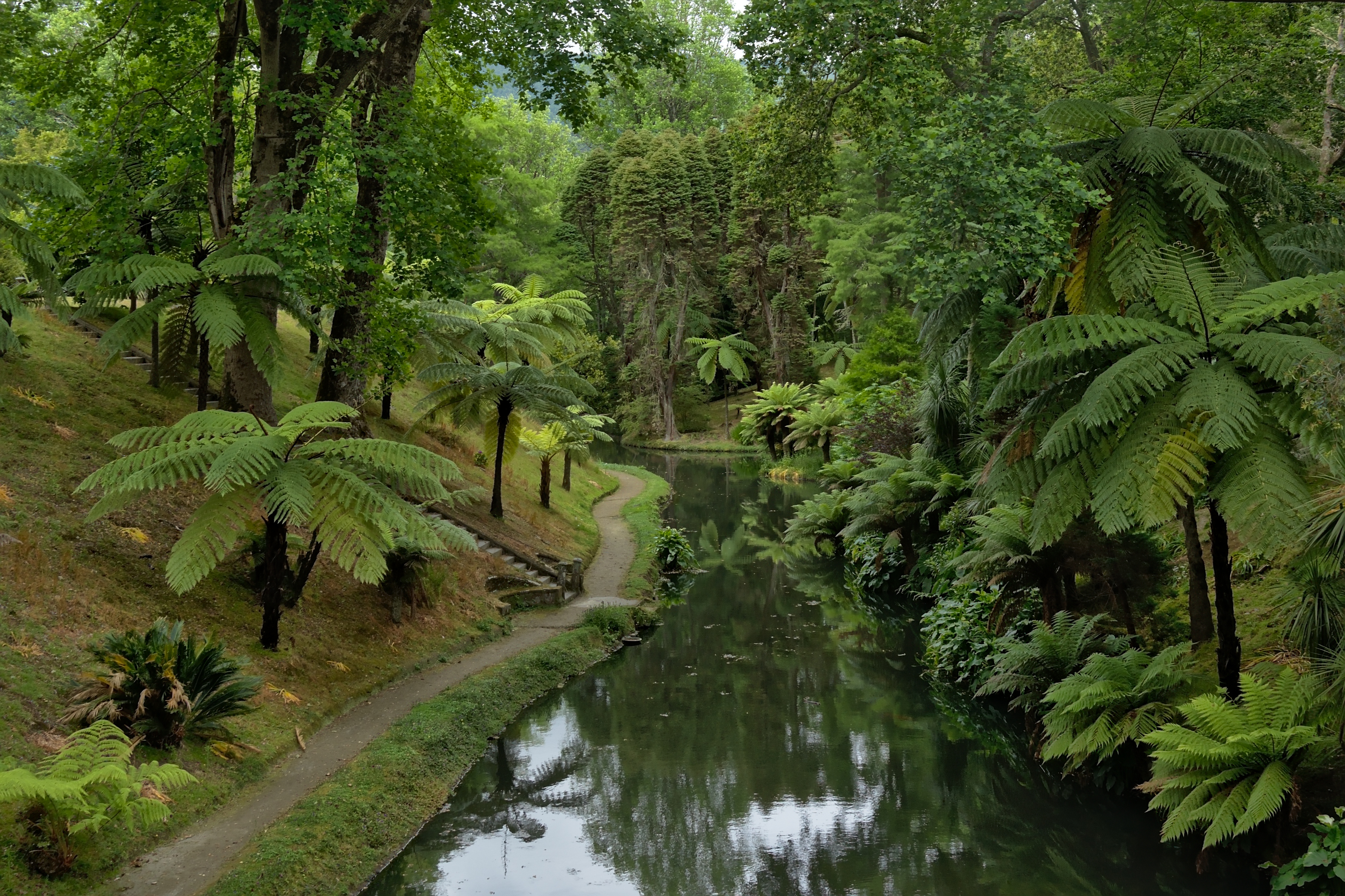
Парк Терра Ноштра
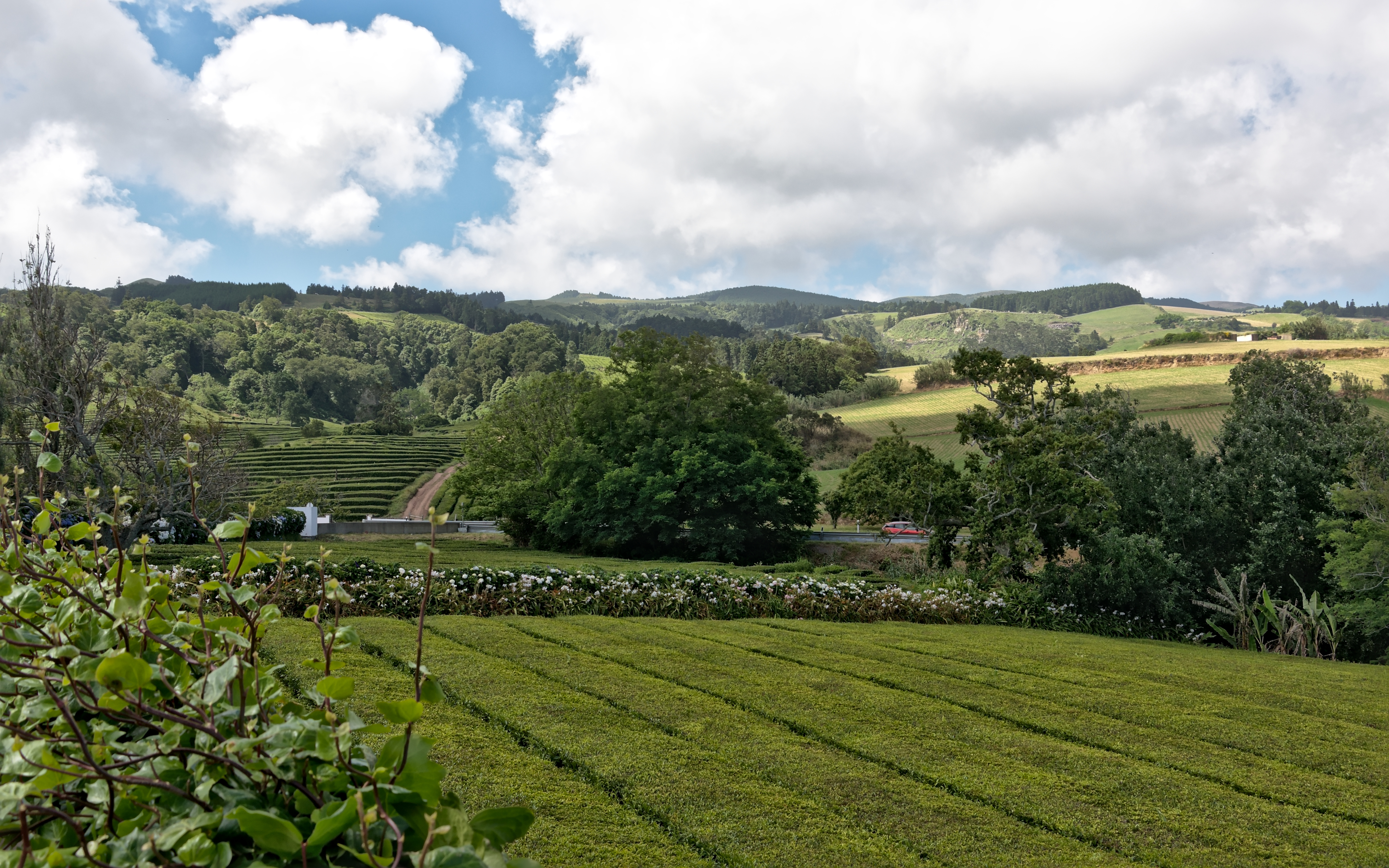
Чайная плантация
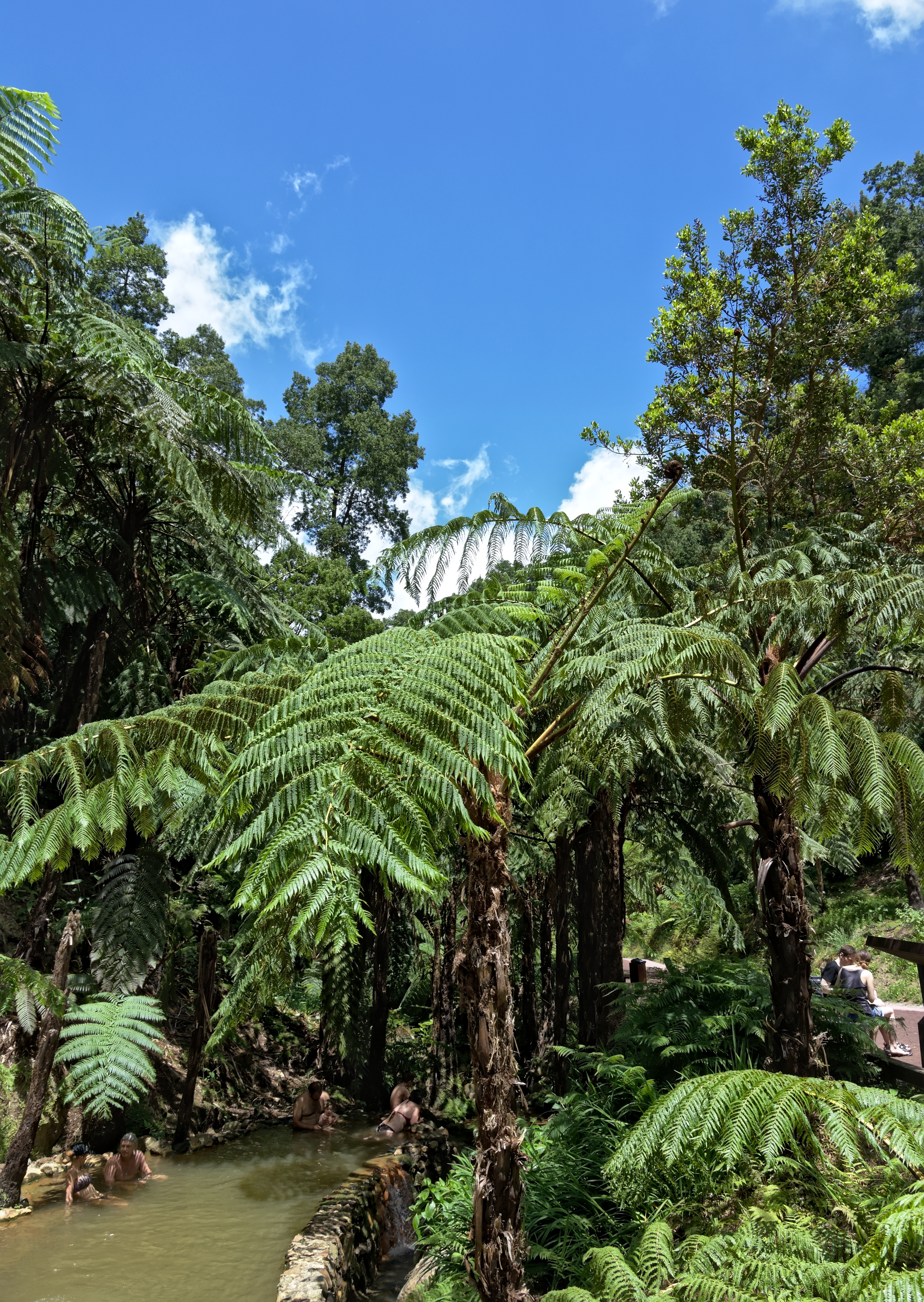
Горячие источники
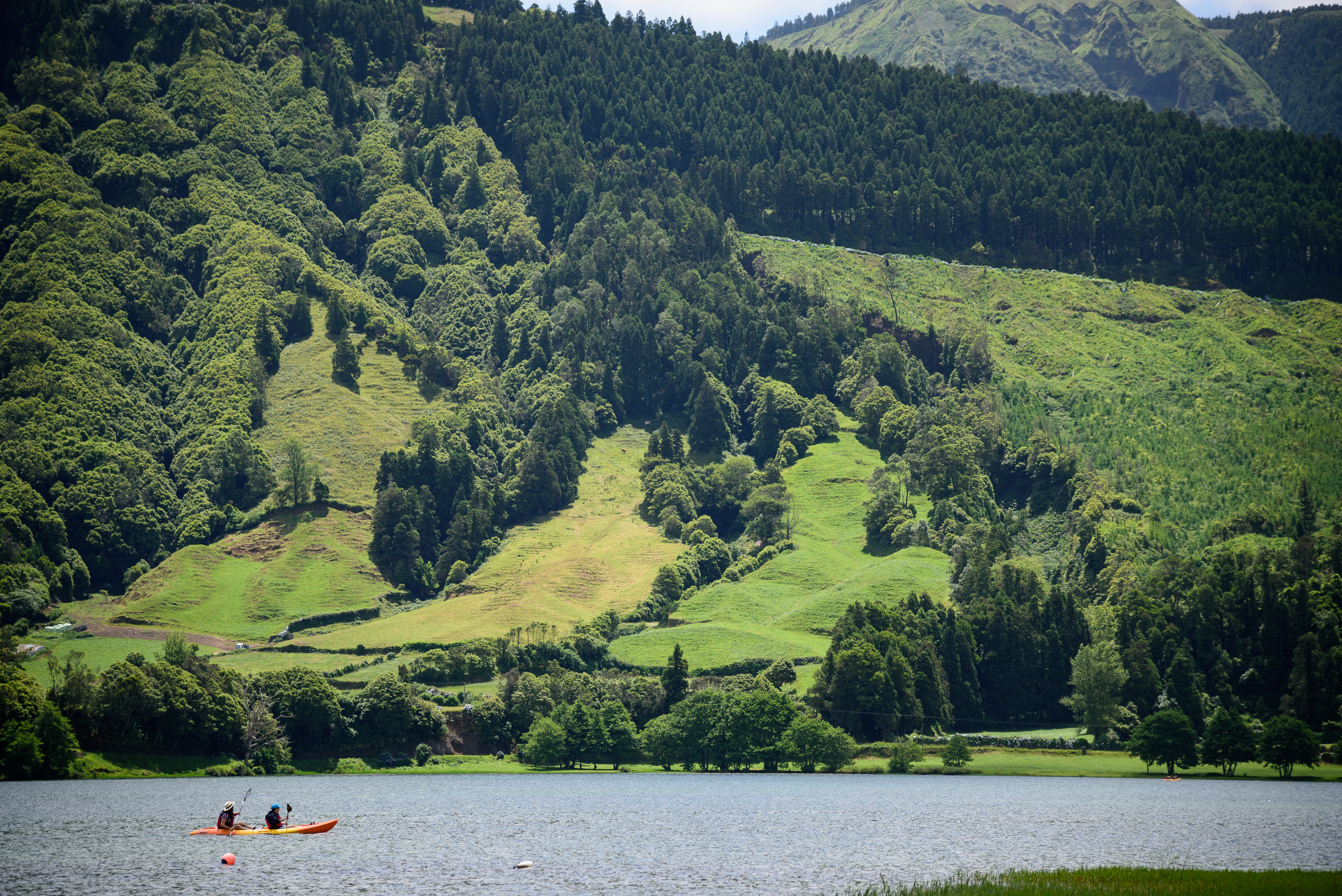
Каякинг на озере
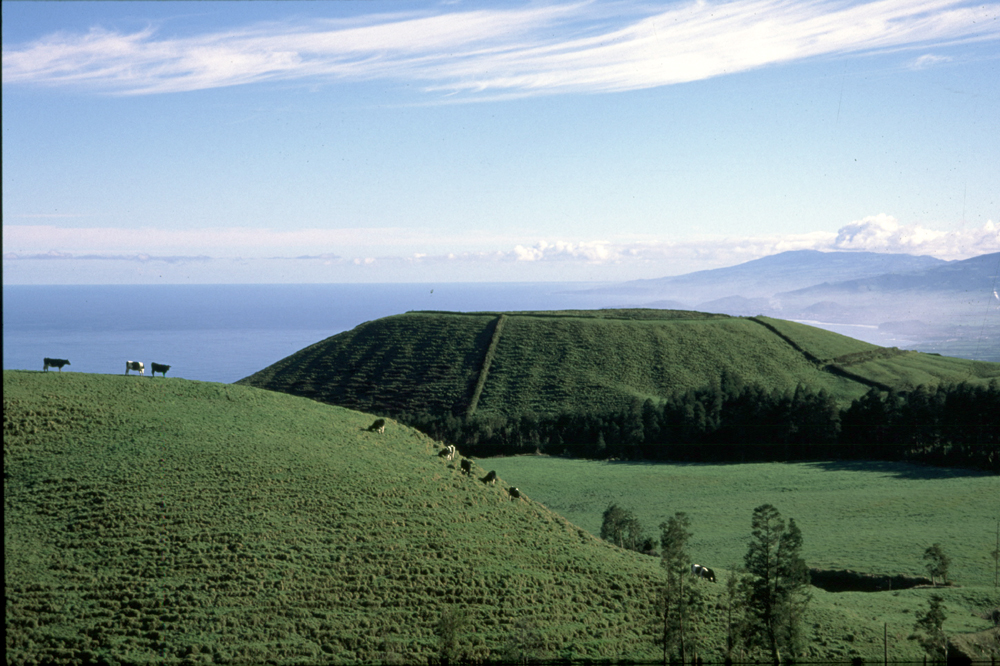
Пастбища на старых вулканических шлаковых конусах